# L'Enclos
L'Enclos (lit. ‘El tancament’) és una pel·lícula dramàtica francoiugoslava de 1961 dirigida per Armand Gatti. Va entrar al 2n Festival Internacional de Cinema de Moscou on Gatti va guanyar el Premi d'argent al millor director.
En francès, el terme «enclos» es tradueix com a «tancament» en català, que indica una zona limitada o emmurallada que es troba habitualment al voltant de fàbriques o escoles. També pot indicar un corral, un complex, un paddock o una pista. La pel·lícula aprofundeix en els temes associats als espais tancats i la seva influència en els individus i les comunitats, convertint-lo en una peça pertinent i contemplativa en la societat contemporània. Concretament, narra la història d'en Karl i en David, un pres polític alemany i un rellotger jueu, condemnats a mort en un camp de concentració nazi. Poc a poc s'estableix un vincle entre ells i descobreixen que comparteixen els mateixos valors d'humanitat, malgrat que els oficials de les SS els han promès la llibertat a l'únic que sobrevisqui dels dos, si un acaba matant a l'altre abans de l'endemà.

## Repartiment
- Hans Christian Blech com a Karl
- Jean Négroni com a David
- Herbert Wochinz com a Scheller
- Tamara Miletic com a Anna
- Maks Furijan com a Weissenborn
- Stevo Žigon com a Dragulavic
- Janez Vrhovec com a Walter (com a Janez Vrkovec)
- Michel Bouyer com al Doctor Crémieux
- Janez Skof com a Kapo #1
- Janez Cuk com a Kapo #2
- Janko Hocevar com a Jova
- Pero Kvrgić com a Sánchez
- Lojze Potokar com a agent de policia
- Frane Milčinski com a Wagner